# Shericka Jackson
Pour les articles homonymes, voir Jackson.
Shericka Jackson, née le 16 juillet 1994, est une athlète jamaïcaine, spécialiste des épreuves de sprint.
Championne du monde du 200 m à Eugene en 2022, elle l'est également avec le relais 4 × 400 m à Pékin en 2015 et avec le relais 4 × 100 m à Doha en 2019.
En août 2023, elle remporte une nouvelle fois le championnat du monde du 200 m à Budapest et établit un nouveau record des championnats du monde en 21 s 41.
Elle possède également quatre médailles olympiques : une en or sur 4 × 100 m en 2021, une en argent sur 4 × 400 m en 2016, et deux en bronze sur 400 m en 2016 et sur 100 m en 2021.

## Biographie

### Débuts
En 2014, elle remporte la médaille d'argent du relais 4 × 400 mètres lors des premiers relais mondiaux de l'IAAF, à Nassau aux Bahamas, en compagnie de Kaliese Spencer, Novlene Williams-Mills et Anastasia Le-Roy.
En 2015, elle décroche la médaille de bronze du 400 m des championnats du monde de Pékin en 49 s 99, record personnel. Elle confirme cette performance l'année suivante aux Jeux olympiques de Rio où elle s'empare du même métal en 49 s 85, nouveau record personnel. Avec le relais, elle décroche le titre mondial (2015) et l'argent olympique (2016).
Le 15 avril 2017, elle améliore son record sur 200 m en 22 s 57 (+ 0,5 m/s). Elle confirme ce temps un mois plus tard sur cette même piste de Kingston, à l'occasion du Jamaica International Invitational, où elle termine 2e en 22 s 61 derrière Elaine Thompson (22 s 09, =WL). Le 27 août, elle se classe 3e du 200 m de l'ISTAF Berlin en 22 s 46, record personnel.
À l'occasion de la saison 2018 qui ne comporte pas de championnat international, Sherika Jackson décide de travailler sa vitesse sur le 100 m et 200 m. Elle est alors sélectionnée sur le demi-tour de piste pour représenter la Jamaïque aux Jeux du Commonwealth de Gold Coast : lors de ses Jeux, elle remporte sa série en 22 s 87, puis sa demi-finale en 22 s 28, nouveau record personnel. En finale, elle améliore ce chrono d'un dixième (22 s 18) pour décrocher une superbe médaille d'argent derrière la Bahaméenne Shaunae Miller-Uibo (22 s 09). Le 5 mai, elle réalise à Kingston son record sur 100 m, en 11 s 31. La semaine suivante, elle termine 3e du 200 m du Shanghai Golden Grand Prix, étape de la ligue de diamant, en 22 s 36, derrière Shaunae Miller-Uibo (22 s 06) et Dafne Schippers (22 s 34). Le 22 juin, elle remporte la médaille de bronze des championnats de Jamaïque sur 100 m en 11 s 13 (+ 0,4 m/s), derrière Elaine Thompson (11 s 01) et Shelly-Ann Fraser-Pryce (11 s 09).
Le 30 juin 2018, elle remporte le 200 m du Meeting de Paris en 22 s 05 devant Jenna Prandini (22 s 30), record personnel et seconde meilleure performance mondiale de l'année dernière[C'est-à-dire ?] Blessing Okagbare (22 s 04). Le 12 août, elle remporte le titre du 200 m aux championnats NACAC de Toronto en 22 s 64. Elle remporte le 200 m des Championnats d'Amérique du Nord, d'Amérique centrale et des Caraïbes d'athlétisme 2018 dans le temps de 22 s 64.

### De Doha à Tokyo
Le 23 juin 2019, elle remporte les championnats nationaux sur 400 m et bat son record personnel en 49 s 78. Elle décroche la médaille d'or du 400 m aux Jeux panaméricains de Lima, en 50 s 73.
Lors des championnats du monde 2019 à Doha, elle remporte la médaille de bronze du 400 m en 49 s 47, nouveau record personnel, s'inclinant devant Salwa Eid Naser et Shaunae Miller-Uibo. Elle s'illustre également dans les deux épreuves de relais en remportant la médaille d'or du 4 × 100 m en compagnie de Natalliah Whyte, Shelly-Ann Fraser-Pryce et Jonielle Smith, et la médaille de bronze du 4 × 400 m avec Anastasia Le-Roy, Tiffany James et Stephenie Ann McPherson.
Lors des Jeux olympiques de 2020, en 2021 à Tokyo, elle se classe troisième de l'épreuve du 100 m derrière ses deux compatriotes Elaine Thompson-Herah et Shelly-Ann Fraser-Pryce, en établissant un nouveau record personnel en 10 s 76. Elle décroche par ailleurs en tant que dernière relayeuse le titre olympique du relais 4 × 100 mètres en compagnie de Briana Williams, Elaine Thompson-Herah et Shelly-Ann Fraser-Pryce.

### Deuxième meilleure performance de tous les temps sur 200 m à Eugene (2022)

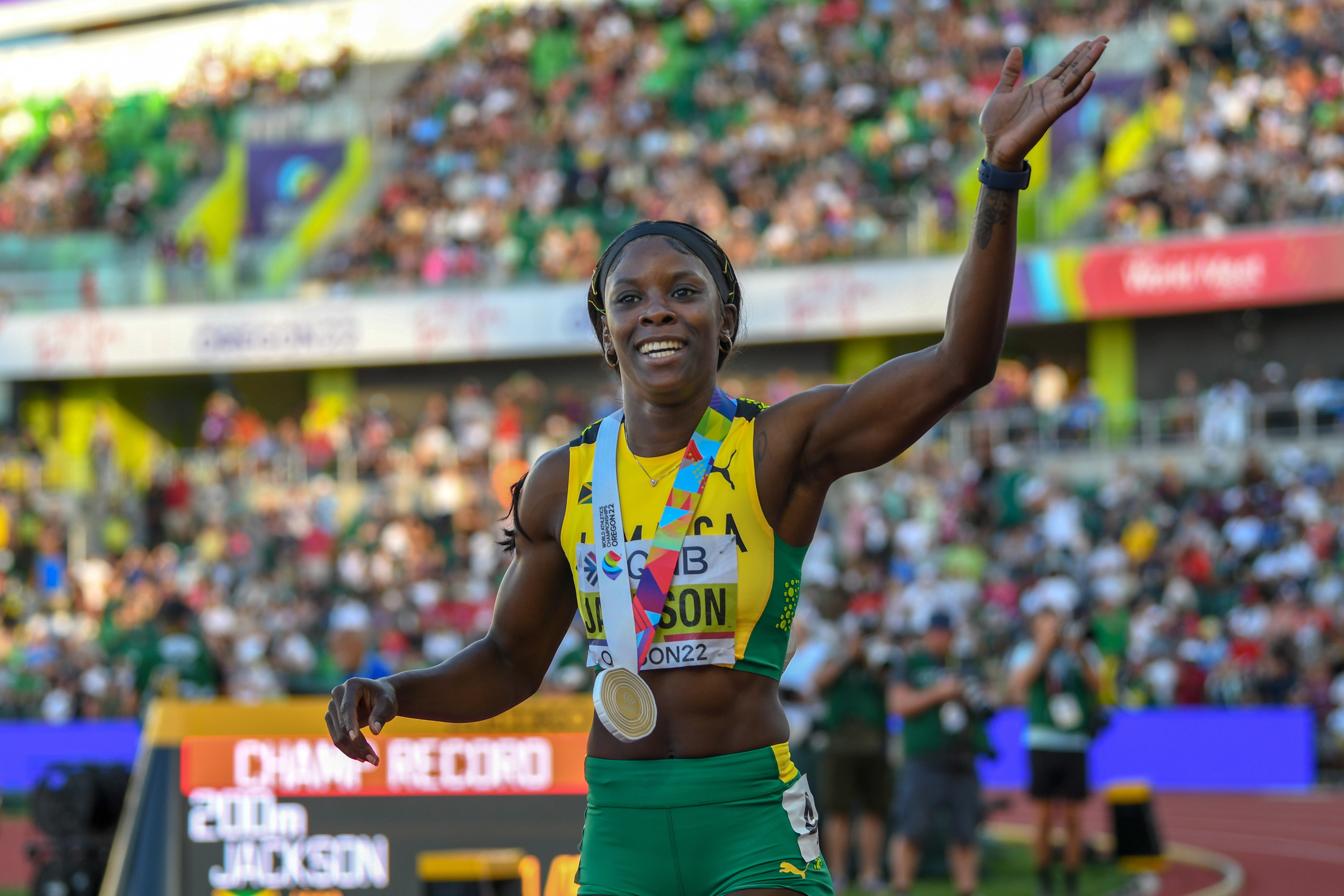
Shericka Jackson lors des championnats du monde 2022.

Le 26 juin 2022, en finale des championnats de Jamaïque à Kingston, Shericka Jackson signe la troisième meilleure performance de tous les temps sur 200 m en s'imposant dans le temps de 21 s 55 (vent nul). Seules l'Américaine Florence Griffith-Joyner (21 s 34 en 1988) et sa compatriote jamaïquaine Elaine Thompson-Herah (21 s 53 aux Jeux olympiques de 2020) sont allées plus vite sur le demi-tour de piste.
Aux championnats du monde 2022 à Eugene, Shericka Jackson se classe tout d'abord deuxième du 100 m, derrière Shelly-Ann Fraser-Pryce, en 10 s 73, son meilleur temps de la saison. Le 21 juillet 2022, elle devient la deuxième performeuse de tous les temps lors de la finale du 200 m en s'imposant dans le temps de 21 s 45 (+ 0,6 m/s), juste derrière le record du monde de Florence Griffith-Joyner. Enfin, elle obtient une troisième médaille, en argent, dans l'épreuve du 4 × 100 m où les favorites jamaïcaine sont battues par les États-Unis.

### Un deuxième titre mondial sur 200 m (2023)
Le 7 juillet 2023, Shericka Jackson devient la cinquième meilleure performeuse de tous les temps sur 100 m en établissant le temps de 10 s 65 en finale des championnats de Jamaïque à Kingston. Elle s'impose par ailleurs sur 200 m dans le temps de 21 s 71.
Lors des Mondiaux de Budapest, elle se classe deuxième de l'épreuve du 100 m en 10 s 72, à 7/100e de seconde de l'Américaine Sha'Carri Richardson. Quatre jours plus tard, le 25 août, elle conserve son titre mondial sur 200 m en survolant la finale en 21 s 41, devant Gabrielle Thomas et Sha'Carri Richardson. Jackson signe la deuxième meilleure performance de tous les temps, à 7/100e de seconde seulement du record du monde de Florence Griffith-Joyner, ce temps constituant par ailleurs un nouveau record national et un nouveau record des championnats du monde. Elle obtient également la médaille d'argent du relais 4 × 100 m, l'équipe de Jamaïque s'inclinant face aux Etats-Unis.

### Jeux olympiques de 2024
Début juillet 2024, elle est victime d'une crampe au mollet lors de sa dernière compétition avant les Jeux olympiques, en Hongrie.
Elle se qualifie au 100 mètres et au 200 mètres pour les Jeux olympiques d'été de 2024. Elle déclare forfait le mercredi 31 juillet du 100 mètres, qui doit commencer deux jours plus tard, décidant de ne s'aligner que sur le 200 mètres. Elle est remplacée par Shashalee Forbes.

## Palmarès
| Date | Compétition                    | Lieu              | Résultat | Épreuve       | Temps         |
| ---- | ------------------------------ | ----------------- | -------- | ------------- | ------------- |
| 2011 | Championnats du monde cadets   | Villeneuve-d'Ascq | 3e       | 200 m         | 23 s 62       |
| 2011 | Championnats du monde cadets   | Villeneuve-d'Ascq | 1re      | Relais medley |               |
| 2012 | Championnats du monde juniors  | Barcelone         | 8e       | 200 m         | 23 s 53       |
| 2012 | Championnats du monde juniors  | Barcelone         | 2e       | 4 × 400 m     | 3 min 32 s 97 |
| 2014 | Relais mondiaux de l'IAAF      | Nassau            | 2e       | 4 × 400 m     | 3 min 23 s 26 |
| 2015 | Championnats du monde          | Pékin             | 3e       | 400 m         | 49 s 99       |
| 2015 | Championnats du monde          | Pékin             | 1re      | 4 × 400 m     | 3 min 19 s 13 |
| 2016 | Jeux olympiques                | Rio de Janeiro    | 3e       | 400 m         | 49 s 85       |
| 2016 | Jeux olympiques                | Rio de Janeiro    | 2e       | 4 x 400 m     | 3 min 20 s 34 |
| 2017 | Relais mondiaux de l'IAAF      | Nassau            | 1re      | 4 × 200 m     | 1 min 29 s 04 |
| 2017 | Championnats du monde          | Londres           | 5e       | 400 m         | 50 s 76       |
| 2018 | Jeux du Commonwealth           | Gold Coast        | 2e       | 200 m         | 22 s 18       |
| 2018 | Coupe du monde                 | Londres           | 1re      | 200 m         | 22 s 35       |
| 2018 | Coupe du monde                 | Londres           | 2e       | 4 x 100 m     | 42 s 60       |
| 2018 | Championnats NACAC             | Toronto           | 1re      | 200 m         | 22 s 64       |
| 2018 | Championnats NACAC             | Toronto           | 2e       | 4 x 100 m     | 43 s 33       |
| 2018 | Ligue de diamant               | Ligue de diamant  | 4e       | 200 m         | 22 s 72       |
| 2018 | Coupe continentale             | Ostrava           | 4e       | 200 m         | 22 s 62       |
| 2019 | Relais mondiaux de l'IAAF      | Yokohama          | 3e       | 4 x 200 m     | 1 min 33 s 21 |
| 2019 | Jeux panaméricains             | Lima              | 1re      | 400 m         | 50 s 73       |
| 2019 | Championnats du monde          | Doha              | 3e       | 400 m         | 49 s 47       |
| 2019 | Championnats du monde          | Doha              | 1re      | 4 x 100 m     | 41 s 44       |
| 2019 | Championnats du monde          | Doha              | 3e       | 4 x 400 m     | 3 min 22 s 37 |
| 2021 | Jeux olympiques                | Tokyo             | 3e       | 100 m         | 10 s 76       |
| 2021 | Jeux olympiques                | Tokyo             | 1re      | 4 x 100 m     | 41 s 02       |
| 2022 | Championnats du monde en salle | Belgrade          | 6e       | 60 m          | 7 s 04        |
| 2022 | Championnats du monde          | Eugene            | 2e       | 100 m         | 10 s 73       |
| 2022 | Championnats du monde          | Eugene            | 1re      | 200 m         | 21 s 45       |
| 2022 | Championnats du monde          | Eugene            | 2e       | 4 x 100 m     | 41 s 18       |
| 2022 | Championnats NACAC             | Freeport          | 1re      | 100 m         | 10 s 83       |
| 2022 | Ligue de diamant               | Ligue de diamant  | 1re      | 200 m         |               |
| 2023 | Championnats du monde          | Budapest          | 2e       | 100 m         | 10 s 72       |
| 2023 | Championnats du monde          | Budapest          | 1re      | 200 m         | 21 s 41       |
| 2023 | Championnats du monde          | Budapest          | 2e       | 4 x 100 m     | 41 s 21       |
| 2023 | Ligue de diamant               | Ligue de diamant  | 1re      | 100 m         | 10 s 70       |
| 2023 | Ligue de diamant               | Ligue de diamant  | 1re      | 200 m         | 21 s 57       |

## Records

### Records personnels
| Épreuve | Temps   | Lieu     | Date           |
| ------- | ------- | -------- | -------------- |
| 60 m    | 7 s 04  | Belgrade | 18 mars 2022   |
| 100 m   | 10 s 65 | Kingston | 7 juillet 2023 |
| 200 m   | 21 s 41 | Budapest | 25 août 2023   |
| 400 m   | 49 s 47 | Doha     | 3 octobre 2019 |

### Meilleures performances par année
| Année | 100 m   | 200 m   | 400 m   |
| ----- | ------- | ------- | ------- |
| 2013  |         | 22 s 84 | 51 s 60 |
| 2014  |         | 23 s 29 | 51 s 32 |
| 2015  |         | 22 s 87 | 49 s 99 |
| 2016  |         | 22 s 95 | 49 s 83 |
| 2017  | 11 s 24 | 22 s 46 | 50 s 05 |
| 2018  | 11 s 13 | 22 s 05 |         |
| 2019  | 11 s 30 | 23 s 72 | 49 s 47 |
| 2020  |         | 22 s 70 | 51 s 76 |
| 2021  | 10 s 76 | 21 s 81 | 52 s 01 |
| 2022  | 10 s 71 | 21 s 45 | 51 s 29 |
| 2023  | 10 s 65 | 21 s 41 | 50 s 92 |